# Камиллери, Катрин
Катрин Камиллери (24.02.1970) — мальтийка, юрист и директор иезуитской службы по делам беженцев (JRS) Мальты. Катрин известна своей работой для лодочных беженцев и была награждена премией Нансена для беженцев в 2007 году.

## Ранняя жизнь и образование
Катрин Камиллери родилась в 1970 году на острове Мальта. Там она изучала юриспруденцию и, будучи студенткой, занималась исследованиями доступа к правам и защите беженцев. После окончания мальтийского университета в 1994 году Катрин начала работать в небольшой юридической фирме, где впервые вступила в контакт с беженцами.

## Работа
В 2002 году резко возросло число лиц, ищущих убежища, и экономических мигрантов, прибывающих на Мальту на лодках. После первой работы по предотвращению депортации ливийского беженца, который рисковал подвергнуться преследованию в случае возвращения на родину, интерес Камиллери к их защите возрос.
Впервые Катрин начала свою карьеру в иезуитской службе по делам беженцев сначала в качестве добровольца, затем Камиллери устроилась неполный рабочий день и, в конечном итоге, мальтийка стала работать полный рабочий день. JRS стала первой организацией, которая регулярно предоставляет профессиональные юридические услуги задержанным на Мальте.
С 1997 года Камиллери предоставляет юридические консультации сотням лиц, содержащихся в центрах административного задержания на Мальте.
В 2007 году Катрин была награждена премией беженцев Нансена (United Nations Refugee Award) в знак признания ее работы за права людей, спасающихся на лодках через Средиземное море.